# Microseris
Microseris là một chi thực vật có hoa trong họ Cúc (Asteraceae).

## Loài
Chi Microseris gồm các loài: